# Aerobe drempel
De aerobe drempel (AED) is het punt waarop het lichaam bij een fysieke inspanning melkzuur begint te vormen als bijproduct van  de aerobe glycolyse (verbranding van suikers). Het is een indicator voor de verschuiving van voornamelijk vetverbranding naar de verbranding van suikers. Het melkzuur kan tot de anaerobe drempel bereikt is worden afgevoerd en verbrand, zodat het zuur zich niet ophoopt. 
Met name voor duursporters is de aerobe drempel interessant, omdat men, zolang men onder deze drempel blijft, voornamelijk vet verbrandt, hetgeen een zeer lange tijd volgehouden kan worden.
De individuele aerobe drempel kan worden vastgesteld bij een inspanningstest bij een sportmedisch adviescentrum, waar men dit doorgaans met ademgasanalyse doet.